# Зидербраруп
Зидербраруп (њем. Süderbrarup) општина је у њемачкој савезној држави Шлезвиг-Холштајн. Једно је од 134 општинска средишта округа Шлезвиг-Фленсбург. Према процјени из 2010. у општини је живјело 3.845 становника. Посједује регионалну шифру (AGS) 1059083.

## Географски и демографски подаци
Зидербраруп се налази у савезној држави Шлезвиг-Холштајн у округу Шлезвиг-Фленсбург. Општина се налази на надморској висини од 28 метара. Површина општине износи 8,1 km². У самом мјесту је, према процјени из 2010. године, живјело 3.845 становника. Просјечна густина становништва износи 475 становника/km².